# Jean-Baptiste de Belloy
Jean-Baptiste de Belloy (Senlis, 9 de outubro de 1709 – Paris, 10 de junho de 1808) foi um cardeal italiano.

## Biografia
Nasceu em Castelo de Morangles, Senlis em 9 de outubro de 1709, França. De uma antiga família nobre. Filho de Philippe Sébastien de Belloy (1654-1736), marquês de Morangles e sua segunda esposa, Jeanne Louise d'Auchy (ca. 1674–1751). Dois de seus irmãos entraram na Ordem dos Premostratenses; um deles, por parte de pai, foi Jacques-Tranquille de Belloy (1694?–1773) abade Regular Premonstratense de Corneux (Besançon) (1757–1773). Seu sobrenome também está listado como Belloy-Morangle.
Clássicos e teológicos, Paris; Seminário Saint-Sulpice, Paris (filosofia e teologia); Universidade La Sorbonne , Paris (licenciado em teologia, 1736); Faculdade Teológica, Paris (doutorado em teologia, 1737).
Ordenado em 19 de dezembro de 1733, Paris. Em Beauvais, cônego do capítulo da catedral por quinze anos; arquidiácono por quatro anos; vigário geral por seis anos. Em 1749, recebeu em comenda uma abadia na diocese de Avignon, que trocou pela abadia de Cormeilles, diocese de Lisieux em 1766. Em 3 de outubro de 1751, foi apresentado pelo rei da França para a sé de Glandèves.
Eleito bispo de Glandèves, em 20 de dezembro de 1751. Consagrada, em 30 de janeiro de 1752, capela do Seminário de Saint-Sulpice, Paris, por Étienne-René Potier de Gesvres, bispo de Beauvais, assistido por Charles de Grimaldi, bispo de Rodez, e por Henri de La Tour du Pin-Montauban, bispo de Riez. Participou na Assembleia do Clero de 1755. Transferido para a sé de Marselha, a 4 de agosto de 1755. Durante a Revolução Francesa, não aceitou a Constituição Civil do Clero de 1790, refugiando-se em Chambly, perto da sua terra natal . Nunca saiu da França. Ele foi o primeiro bispo a renunciar à sua sé em 21 de setembro de 1801, quando foi suprimida pela Concordata de 1801 entre a França e a Santa Sé, dando um exemplo que influenciou muito outros bispos franceses. Nomeado pelo imperador Napoleão I Bonaparte, que ficou muito satisfeito com este ato de devoção à Igreja e ao Estado, à sede metropolitana de Paris em 9 de abril de 1802; a nomeação foi aceita pelo cardeal legado, Giovanni Battista Caprara, em 10 de abril de 1802; e confirmado por bula apostólica de 14 de setembro de 1802. Apesar de sua idade muito avançada, governou sua nova diocese com grande vigor e inteligência; reorganizou as paróquias e deu-lhes bons párocos; e visitou seu rebanho pessoalmente. Ele restaurou a Coroa de Espinhos em 10 de agosto de 1806, ao seu lugar de honra na Sainte Chapelle, o que muito agradou ao imperador. Ele inventou o filtro para cafeteiras. Foi promovido a cardinalato a pedido do imperador Napoleão I. Giovanni Battista Caprara em 10 de abril de 1802; e confirmado por bula apostólica de 14 de setembro de 1802. Apesar de sua idade muito avançada, governou sua nova diocese com grande vigor e inteligência; reorganizou as paróquias e deu-lhes bons párocos; e visitou seu rebanho pessoalmente. Ele restaurou a Coroa de Espinhos em 10 de agosto de 1806, ao seu lugar de honra na Sainte Chapelle, o que muito agradou ao imperador. Ele inventou o filtro para cafeteiras. Foi promovido a cardinalato a pedido do imperador Napoleão I. Giovanni Battista Caprara em 10 de abril de 1802; e confirmado por bula apostólica de 14 de setembro de 1802. Apesar de sua idade muito avançada, governou sua nova diocese com grande vigor e inteligência; reorganizou as paróquias e deu-lhes bons párocos; e visitou seu rebanho pessoalmente. Ele restaurou a Coroa de Espinhos em 10 de agosto de 1806, ao seu lugar de honra na Sainte Chapelle, o que muito agradou ao imperador. Ele inventou o filtro para cafeteiras. Foi promovido a cardinalato a pedido do imperador Napoleão I. 
Criado cardeal sacerdote no consistório de 17 de janeiro de 1803; recebeu o chapéu vermelho e o título de S. Giovanni a Porta Latina, em 1.º de fevereiro de 1805, em Paris. Senador da Légion d'honneur e promovido a grand aigle , 2 de fevereiro de 1805; conde do Império Francês, 1.º de março de 1808. Recebeu o Papa Pio VII na catedral de Notre Dame, em Paris, quando este foi coroar o imperador Napoleão I.
Morreu em Paris em 10 de junho de 1808, Paris, em 98, de rhume catharral (resfriados catarrais); seus últimos momentos foram muito edificantes; dirigiu-se à família dizendo "apprenez a mourir" (aprender a morrer). Exposto e enterrado na catedral metropolitana, onde também ocorreu o funeral; a missa de réquiem composta por Wolfgang Amadeus Mozart foi interpretada; e a oração fúnebre foi proferida pelo cardeal Jean-Siffrid Maury. Seu memorial está na capela de São Marcel naquela catedral. O monumento, projetado por Louis-Pierre Deseine, erguido pelo imperador Napoleão I em sua homenagem, é um dos mais belos daquela catedral.